# Amphoe Mueang Phuket
Amphoe Mueang Phuket is het hoofdstedelijk district van de provincie Phuket in Thailand. Het district ligt op het eiland Phuket en de hoofdstad is de stad Phuket. Aan de oostkant grenst het district aan Phuketzee en aan de westkant aan de Andamanse Zee.
Het district is op zijn beurt weer onderverdeeld in 8 tambon (gemeentes).

## Bezienswaardigheden
- Grote Boeddha van Phuket
- Wat Chalong, een tempelcomplex

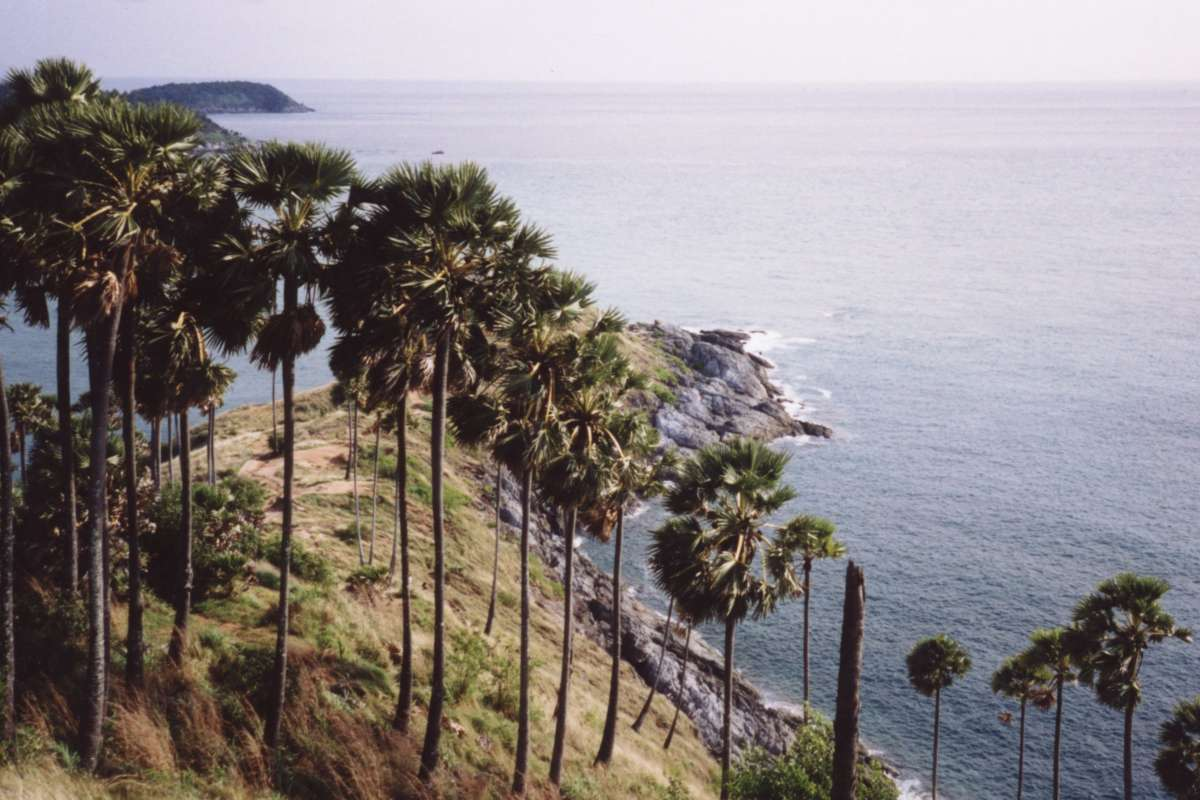
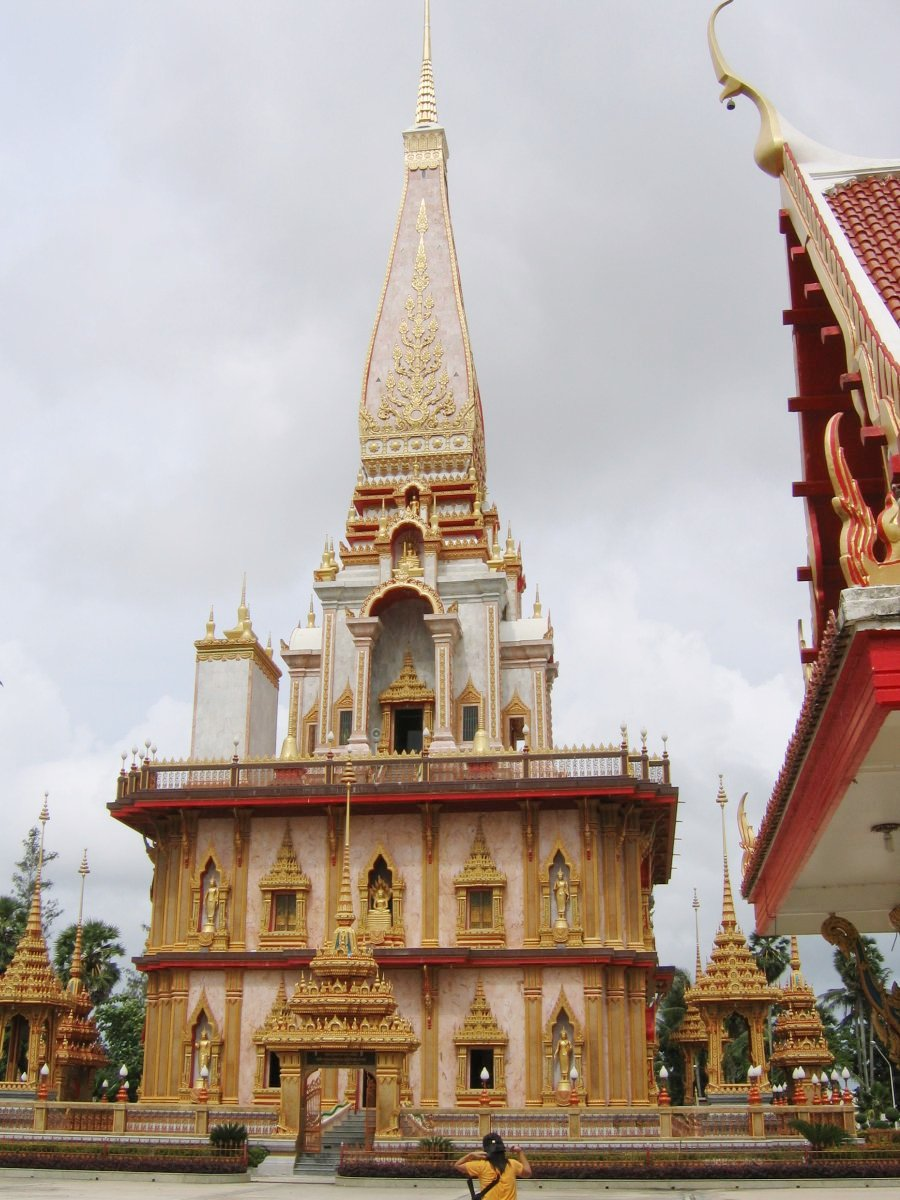
Wat Chalong